# The Twilight Saga

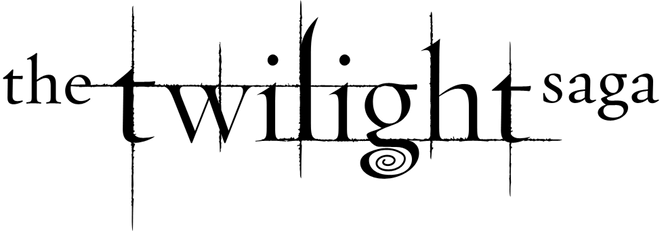
Logo della serie

The Twilight Saga è una serie cinematografica basata sull'omonima saga letteraria scritta da Stephenie Meyer.
La saga, composta da cinque film, ha incassato oltre 3,3 miliardi di dollari in tutto il mondo. La serie è formata da Twilight (2008), The Twilight Saga: New Moon (2009), The Twilight Saga: Eclipse (2010), The Twilight Saga: Breaking Dawn - Parte 1 (2011) e The Twilight Saga: Breaking Dawn - Parte 2 (2012).

## Sviluppo
La saga fu in fase di sviluppo per circa tre anni presso la MTV Films della Paramount Pictures, durante i quali fu scritto un adattamento cinematografico significativamente diverso dal romanzo. Talmente diverso che Stephenie Meyer si preoccupò di aver preso la decisione sbagliata nel vendere i diritti cinematografici del suo romanzo.
Quando la Summit Entertainment si reinventò come studio a servizio completo nell'aprile 2007, acquisì i diritti, cercando di creare un franchise cinematografico basato sul libro e sui suoi seguiti. Erik Feig, presidente della produzione alla Summit Entertainment, garantì un adattamento fedele al libro. Meyer ritenne che la Summit fosse aperta a lasciarla partecipare al film.
Catherine Hardwicke fu assunta per dirigere il film e subito dopo Melissa Rosenberg fu assunta per scrivere la sceneggiatura. Rosenberg sviluppò una scaletta entro la fine di agosto, poi lavorò alla sceneggiatura con Hardwicke il mese successivo. «Era una grande cassa di risonanza e aveva tutti i tipi di idee brillanti... Finivo le scene e gliele mandavo, e ricevevo i suoi appunti». A causa dell'imminente sciopero della WGA, Rosenberg lavorò a tempo pieno per finire la sceneggiatura prima del 31 ottobre. Nell'adattare il romanzo per lo schermo, la sceneggiatrice, citando le sue parole, "dovette condensare molto", combinando alcuni personaggi e lasciandone fuori altri. «La nostra intenzione era quella di rimanere fedele al libro», spiegò Rosenberg, «e ha a che fare meno con l'adattarlo parola per parola e più con l'assicurarsi che gli archi narrativi e i viaggi emotivi dei personaggi siano gli stessi». Hardwicke suggerì di usare la voce fuori campo per trasmettere il dialogo interiore del protagonista, poiché il romanzo è raccontato dal punto di vista di Bella; abbozzò, inoltre, alcuni degli storyboard durante la pre-produzione.
La regista Hardwicke, inoltre, cercò più volte il feedback di Meyer mentre sviluppava il film; l'autrice temeva il peggio, ma, invece, definì la sua esperienza nell'adattamento cinematografico del libro «il meglio che potessi sperare».
Originariamente programmato per l'uscita nel dicembre 2008, Twilight fu spostato uscendo a livello mondiale il 21 novembre 2008, dopo che Harry Potter e il principe mezzosangue fu spostato da novembre 2008 a luglio 2009.

## Film
| Film                                       | Data di uscita USA | Regia               | Sceneggiatura     | Produttori                                     |
| ------------------------------------------ | ------------------ | ------------------- | ----------------- | ---------------------------------------------- |
| Twilight                                   | 21 novembre 2008   | Catherine Hardwicke | Melissa Rosenberg | Wyck Godfrey, Greg Mooradian, Mark Morgan      |
| The Twilight Saga: New Moon                | 20 novembre 2009   | Chris Weitz         | Melissa Rosenberg | Wyck Godfrey, Karen Rosenfelt                  |
| The Twilight Saga: Eclipse                 | 30 giugno 2010     | David Slade         | Melissa Rosenberg | Wyck Godfrey, Karen Rosenfelt                  |
| The Twilight Saga: Breaking Dawn - Parte 1 | 18 novembre 2011   | Bill Condon         | Melissa Rosenberg | Stephenie Meyer, Wyck Godfrey, Karen Rosenfelt |
| The Twilight Saga: Breaking Dawn - Parte 2 | 16 novembre 2012   | Bill Condon         | Melissa Rosenberg | Stephenie Meyer, Wyck Godfrey, Karen Rosenfelt |

### Twilight
Quando sua madre si accompagna con un altro uomo, Bella decide di andare a vivere con il padre, nella piovosa cittadina di Forks. Non prevede che la sua vita possa subire dei grandi cambiamenti, prevede al massimo di adattarsi. Nel nuovo liceo, però, incontra Edward Cullen, un ragazzo schivo, diverso da ogni altro. Edward ha 17 anni come Bella, ma ha 17 anni da un po',dal 1918. È un vampiro, che però ha scelto, insieme con la sua famiglia, di non bere sangue umano, ma solo animale. Bella e Edward si innamorano perdutamente, ma l'odore di lei scatena la sete di James, un vampiro nemico e niente affatto vegetariano.

### The Twilight Saga: New Moon
Bella Swan partecipa alla festa per il suo diciottesimo compleanno organizzata in casa della famiglia di Edward Cullen, il vampiro eternamente diciassettenne di cui si è innamorata. Aprendo un regalo, la ragazza si ferisce accidentalmente con la carta del pacco, scatenando la sete incontrollabile di Jasper e la sua reazione violenta. Edward interviene per proteggerla dall'attacco e si rende conto che, per Bella, lui e la sua famiglia sono una fonte perenne di pericolo. Così i Cullen decidono di lasciare Forks e Bella, nella speranza che la ragazza dimentichi Edward. Bella cade in una profonda depressione. Dopo circa sei mesi, Bella esce da questa crisi, ma solo parzialmente, grazie all'amicizia di Jacob Black. Questa amicizia viene presto messa in crisi da un nuovo segreto: Jacob Black sviluppa il gene del licantropo, nemici naturali dei vampiri.

### The Twilight Saga: Eclipse
Una serie di omicidi, sparizioni e misteriose disgrazie scuote Seattle e minaccia Forks. I Cullen comprendono in fretta che si tratta di un esercito di NeoNati della loro specie: vampiri da poco trasformati, assetati di sangue, violenti e indomabili. Mentre si domanda chi abbia voluto tutto questo e perché, Bella deve anche fronteggiare l'imminenza del diploma e soprattutto della scelta che ha fatto, una scelta irreversibile, decisa per amore di Edward, ma osteggiata dal suo migliore amico, Jacob, che ha promesso di lottare fino all'ultimo per farle cambiare idea. La minaccia esterna impone un'alleanza tra vampiri e licantropi, ma della guerra interna al cuore di Bella può decidere solo lei.

### The Twilight Saga: Breaking Dawn - Parte 1
Isabella Swan e Edward Cullen si sposano, mormorano i loro sì in sordina durante una cerimonia tradizionalmente elegante, che per una volta riunisce tutti, umani e non, Jacob compreso. Il viaggio di nozze in Brasile si conclude con una gravidanza inaspettata, per un verso miracolosa (il padre è un non morto), per l'altro pericolosa, per il ritmo di crescita del feto e il rischio a cui è sottoposta la madre. Se Bella non sente ragioni e vuole tenere il bambino, Edward e molti della sua famiglia vorrebbero invece dissuaderla.

### The Twilight Saga: Breaking Dawn - Parte2
Bella si sveglia trasformata. Ora è madre e vampiro. Il suo autocontrollo è stupefacente, così come la sua forza fisica. Seppur sia paradossale, non si è mai sentita più viva. Deve, però, fare i conti con l'imprinting di Jacob su sua figlia Renesmee e rimandare quelli con Charlie, che chiede spiegazioni che non può avere. Tuttavia, il vero pericolo arriva quando la piccola viene scambiata per una bambina immortale, ovvero un'umana trasformata, troppo pericolosa per essere lasciata in vita, a causa della sete da neonato e dell'incapacità di mantenere la segretezza. La notizia, sebbene menzognera, giunge ai Volturi, che raccolgono le forze per sbarazzarsi per sempre del clan dei Cullen.

## Accoglienza

### Incassi
| Film                                       | Data di uscita USA | Incassi ($)  | Incassi ($)    | Incassi ($) | Classifica   | Classifica | Budget ($) |
| Film                                       | Data di uscita USA | Nord America | Internazionale | Mondiale    | Nord America | Mondiale   | Budget ($) |
| ------------------------------------------ | ------------------ | ------------ | -------------- | ----------- | ------------ | ---------- | ---------- |
| Twilight                                   | 21 novembre 2008   | 193962473    | 214467942      | 408491522   | 246          | 338        | 37000      |
| The Twilight Saga: New Moon                | 20 novembre 2009   | 297816253    | 413209228      | 709855504   | 105          | 136        | 50000      |
| The Twilight Saga: Eclipse                 | 30 giugno 2010     | 300531751    | 397978074      | 698513085   | 103          | 143        | 68000      |
| The Twilight Saga: Breaking Dawn - Parte 1 | 18 novembre 2011   | 281287133    | 430918723      | 712205856   | 120          | 135        | 110000     |
| The Twilight Saga: Breaking Dawn - Parte 2 | 16 novembre 2012   | 292324737    | 556269211      | 848593948   | 112          | 90         | 136000     |
| Totale                                     | Totale             | 1365922347   | 2012843178     | 3377659915  |              |            | 401000     |

### Critica
| Film                                       | Rotten Tomatoes      | Metacritic         | CinemaScore |
| ------------------------------------------ | -------------------- | ------------------ | ----------- |
| Twilight                                   | 48% (206 recensioni) | 56 (37 recensioni) | A-          |
| The Twilight Saga: New Moon                | 28% (220 recensioni) | 44 (32 recensioni) | A-          |
| The Twilight Saga: Eclipse                 | 46% (234 recensioni) | 58 (38 recensioni) | A           |
| The Twilight Saga: Breaking Dawn – Parte 1 | 26% (195 recensioni) | 45 (36 recensioni) | B+          |
| The Twilight Saga: Breaking Dawn – Parte 2 | 49% (181 recensioni) | 52 (31 recensioni) | A           |

## Altri media

### Possibili sequel e spin-off
Il 26 settembre 2016 il co-presidente della Lionsgate Patrick Wachsberger dichiarò che un sequel della saga era in discussione, ma che il progetto sarebbe stato avviato solo se la Meyer l'avesse approvato.
L'8 agosto 2017 la rivista Variety riportò che il CEO della Lionsgate Jon Feltheimer era interessato nel produrre degli spin-off di The Twilight Saga.

### Serie televisiva
Il 19 aprile 2023 è stato annunciato da The Hollywood Reporter che un adattamento televisivo dei libri della Mayer è in fase di sviluppo da Lionsgate Television. La stessa Stephenie Meyer sarà coinvolta nel progetto, che vedrà un nuovo cast interpretare i personaggi del libro.